# Pleurothallis stellata
Pleurothallis stellata är en orkidéart som beskrevs av Ivón Mercedes Ramírez Morillo och Germán Carnevali. Pleurothallis stellata ingår i släktet Pleurothallis och familjen orkidéer. Inga underarter finns listade i Catalogue of Life.